# Patrick Gallati
Patrick Gallati (Mollis, 1 april 1988) is een Zwitserse mountainbiker. Hij rijdt voor het Focus XC Elite Team.
Bij de jeugd was hij een groot talent. Zo werd hij Europees kampioen in 2005, een jaar later werd hij 10e.
Bij de U23 trok hij diezelfde lijn verder, met een 12e plaats op het EK 2007, gevolgd door een 11e plaats in 2008.
Na een bronzen medaille op zowel het EK als het WK mountainbike U23 in 2010, stapte hij over naar de elite.